# Пересипкін Федір Іванович
Федір Іванович Пересипкін (рос. Фёдор Иванович Пересыпкин; 14 жовтня 1920, Томськ — 17 березня 1989) — радянський військовий льотчик, Герой Радянського Союзу (1948).

## Біографія
Народився 14 жовтня 1920 року в місті Томську в сім'ї робітника. Росіянин. Закінчив 9 класів школи. Працював токарем на заводі в місті Новосибірську.
У Червоній Армії з 1940 року. У 1941 році закінчив Новосибірську військову авіаційну школу пілотів. На фронтах німецько-радянської війни з квітня 1943 року. З жовтня 1943 року літав в одному екіпажі зі своєю дружиною Тростянською Вірою Федорівною — повітряним стрільцем його літака-штурмовика «Іл-2», гвардії сержантом. Член ВКП(б) з 1944 року.
Заступник командира 2-ї ескадрильї 93-го гвардійського штурмового авіаційного полку (5-та гвардійська штурмова авіаційна дивізія, 2-а повітряна армія, 1-й Український фронт) гвардії старший лейтенант Федір Пересипкін до травня 1945 року здійснив 163 бойових вильоти на розвідку і штурмовку військових об'єктів і скупчень військ противника.
Указом Президії Верховної Ради СРСР від 23 лютого 1948 року за зразкове виконання бойових завдань командування і проявлені при цьому геройство і мужність гвардії старшому лейтенантові Пересипкіну Федору Івановичу присвоєно звання Героя Радянського Союзу з врученням ордена Леніна і медалі «Золота Зірка» (№ 8 314).

Могила Федора Пересипкіна

Після війни продовжував службу у ВПС СРСР. У 1953 році закінчив Військово-політичну академію. З 1960 року полковник Пересипкін Ф. І. в запасі, а потім у відставці. Жив у Києві. Помер 17 березня 1989 року. Похований в Києві на Байковому кладовищі (ділянка № 52). Поруч з ним у 2005 році поховано дружину.

## Нагороди
Нагороджений орденом Леніна, двома орденами Червоного Прапора, двома орденами Вітчизняної війни 1-го ступеня, орденом Червоної Зірки, медалями.